# Sempervivum minutum
Sempervīvum minūtum  (лат.) — многолетнее травянистое растение; вид рода Молодило (Sempervivum) семейства Толстянковые (Crassulaceae).

## Ботаническое описание
Многолетнее травянистое растение.

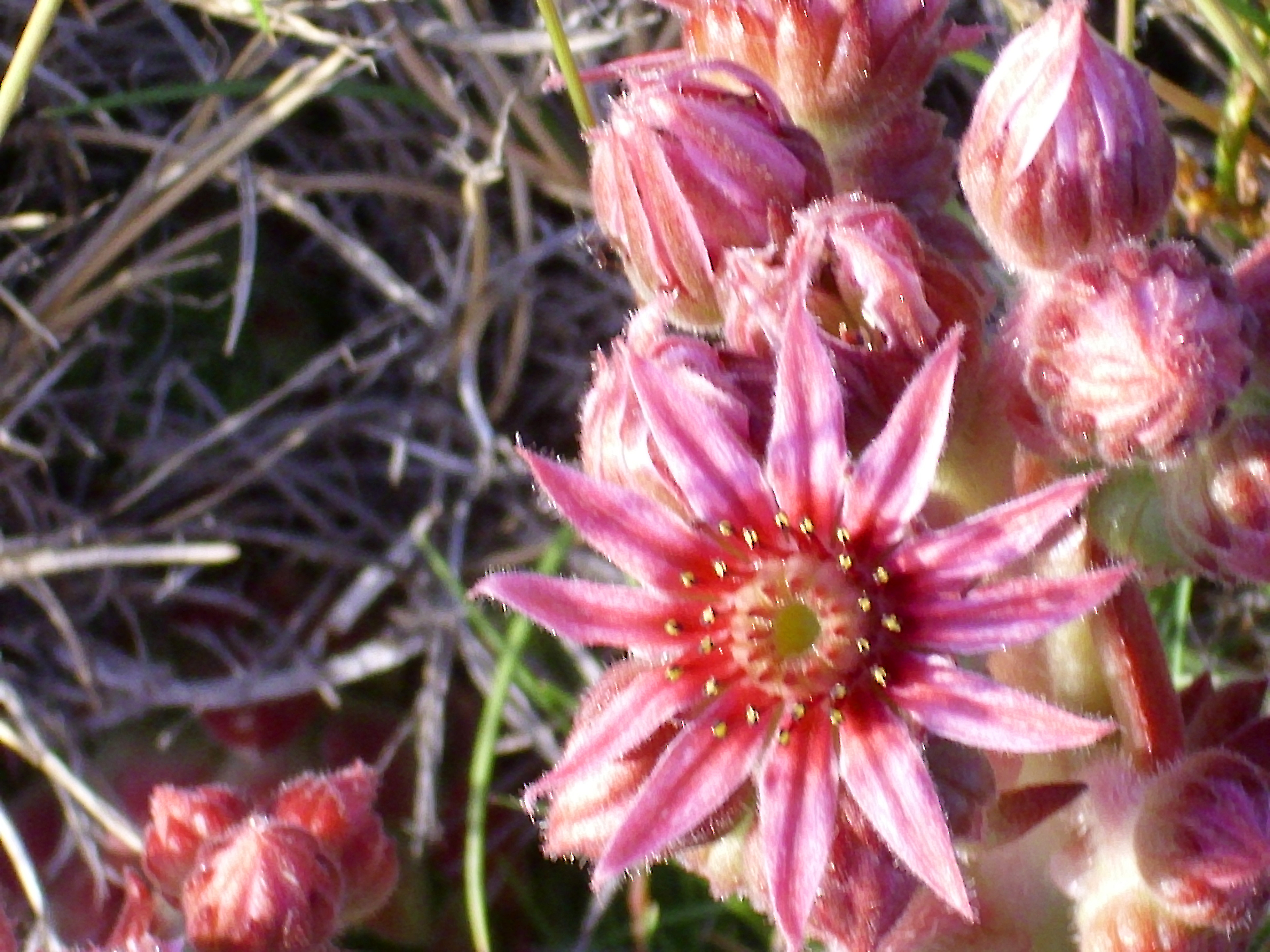
Цветок крупным планом

Розетки около 3 см в диаметре с короткими и тонкими столонами. Листья от 12 до 18 мм длиной и от 5 до 7 мм в ширину; покрыты рыжеватыми ресничками. Во время цветения стебель достигает в высоту 3—7 см (редко до 12 см).
Цветки диаметром около 2,3 см. Лепестки иногда имеют тёмно-красный оттенок. Тычинки красные, почти голые, мешок для пыльцы розовый (красноватый).

## Распространение
Встречается в южной части Испании в Сьерра-Невада, на высоте от 1650 до 2150 метров.

## Генетика
Число хромосом 2n = 108.